# Теофан Малакис
Теофан (на гръцки: Θεοφάνης, Теофанис) е православен духовник, митрополит на Вселенската патриаршия.

## Биография
Роден е в стария византийски род Малакис (Μαλάκης). Не е известно кога става берски митрополит. Ктиторският надпис от „Свети Николай Калократов“ в енория „Свети Георги“ в Бер от 16 октомври 1566 година го споменава като такъв. В 1569 година Теофан дарява църквата „Свети Атанасий“ в Солун на манастира Влатадес. Друг ктиторски надпис от септември 1571 година го споменава като митрополит ипертим.